# Голосий, Олег Николаевич
Олег Николаевич Голосий (31 мая 1965, Днепропетровск — 1993, Киев) — украинский художник, представитель Южнорусской волны.

## Биография
Родился в Днепропетровске в 1965 году и в 1984 году окончил Государственное художественное училище.
Учился в Киевском художественном институте и в Украинской Академии искусств и архитектуры на факультете монументальной живописи.
По полотнам Олега Голосия братья Алейниковы в 1994 году сняли мультфильм «История любви Николая Березкина».
Трагически погиб.

## Работы находятся в собраниях
- PinchukArtCentre, Киев.

## Персональные выставки
- 1998 — "Фантасмагории", Галерея «Ателье Карась» (теперь "Карась Галерея"), Киев, Украина.
- 1991 — «Самостоятельное искусство: О. Голосий». Галерея «Риджина», Центральный дом художника, Москва, Россия.
- 2003 — Национальный художественный музей, Киев[2].
- 2011 — «Над айсбергами». Арт-центр «Квартира», Днепропетровск[1].